# 마이애미 대학교 (오하이오주)
마이애미 대학교(Miami University)는 미국 오하이오주 옥스퍼드 (오하이오주)에 위치 해 있는 공립 대학교(주립 대학교)이다.
1792년 조지 워싱턴 대통령이 서명한 법안으로 이 대학 설립이 가결되었고, 1809년 정식으로 설립하여 건축이 시작되었고, 1824년부터 정식으로 수업이 시작되었다. 미국 애팔래치아산맥 서부에서 가장 오래된 대학의 하나이다. 현재 캠퍼스는 옥스퍼드의 본교 외에 부근의 해밀턴, 미들타운에도 분산 배치되어 있으며, 신시내티와 데이턴을 중심으로 한 오하이오주 서남부의 중요한 공립대학이다. 교직원수는 약 1,400명, 학생수는 약 20,000명에 달한다. 미국에서 공립 아이비로 분류되는 경우가 있을 정도로 우수한 실력을 갖춘 대학교이다.
본래 이 대학의 명칭은 주변의 마이애미 강의 이름을 따서 붙여진 것이지만, 이 대학 설립 후 플로리다주의 마이애미가 훨씬 유명해지면서 이 대학은 종종 플로리다주에 있는 대학교로 오해받는 경우가 있다. 플로리다주 마이애미 부근에 University of Miami가 설립되면서 더욱 혼동을 겪는 경우가 많다.